# Ízlésalapú diszkrimináció
Az ízlésalapú diszkrimináció a munkaerő-piaci diszkrimináció olyan gazdasági modellje, amely azt állítja, hogy a munkaadók előítéletei vagy ellenszenvei bizonyos demográfiai csoportokkal szemben okozzák a kisebbségi munkavállalók hátrányos megkülönböztetését a munkaerőpiacon, vagyis elmondható, hogy a diszkrimációt a munkáltatók ízlése okozza. A modell azt állítja, hogy a munkaadók diszkriminációt alkalmaznak a kisebbséghez tartozó pályázókkal szemben, hogy elkerüljék a velük való interakciót, függetlenül a jelentkező munkatermelékenységétől, és a munkaadók hajlandóak valamennyi pénzügyi kárt is elszenvedni emiatt a preferencia miatt. Ez a munkaerő-piaci diszkrimináció két vezető elméleti magyarázatának egyike, a másik a statisztikai diszkrimináció.  Az ízlésalapú modell továbbá azt feltételezi, hogy a munkaadók bizonyos csoportokhoz tartozó munkavállalók iránti preferenciája nincs összefüggésben a termelékenyebb munkavállalók iránti preferenciával. E modell szerint azoknak a munkavállalóknak, akik egy diszkriminált csoport tagjai, keményebben kell dolgozniuk ugyanazért a bérért, vagy alacsonyabb bért kell elfogadniuk ugyanazért a munkáért, mint a többi munkavállalónak.
Az ízlésalapú diszkrimináció megfigyelhető lehet a munkáltatók, a fogyasztók vagy az alkalmazottak felől is. Abban az esetben, ha a munkáltató ízlés alapján diszkriminál, a munkáltató célja nem a pénzbeli költségek elkerülése, hanem az alkalmazottak demográfiai összetételére irányuló preferenciája és a cég pénzügyi teljesítménye közötti optimális kompromisszum megtalálása. Az alkalmazottak és az ügyfelek esetében előfordulhat, hogy nem akarnak kapcsolatba lépni egy bizonyos csoporthoz tartozó emberekkel, amit a munkáltató figyelembe vesz a felvételi folyamat során.

## Története
Az ízlésen alapuló megkülönböztetés modelljét először Gary Becker írta le 1957-ben The Economics of discrimination című könyvében. Becker úgy érvelt, hogy az ilyen diszkrimináció okait pszichológusoknak és szociológusoknak kell meghatározniuk, nem közgazdászoknak, és csak a diszkrimináció gazdasági döntéshozatalban megnyilvánuló következményeit kívánta meghatározni. Ennek a modellnek a korai változatát kritizálták, amiért nem tudta megmagyarázni a diszkriminatív cégek fennmaradását, mivel azt jósolja, hogy ezek a cégek kevésbé lesznek nyereségesek, mint nem diszkriminatív társaik. Mindazonáltal az ízlésen alapuló modell azóta a diszkriminatív gyakorlatok egyik uralkodó magyarázatává vált a közgazdaságtanban.

## Ízlésalapú és statisztikai diszkrimináció megkülönböztetése
A közgazdászok számára nehéz különbséget tenni az ízlésen alapuló és a statisztikai diszkrimináció között. Egy 2008-as publikáció azt vizsgálta, hogy az első világháború milyen hatást gyakorolt azokra a német amerikaiakra, akik a New York-i tőzsdén voltak kereskedők. A német-amerikaiakat a háború következményeként diszkriminálták, etnikai kisebbségnek tartották őket, ami lehetőséget teremtett az ízlésen alapuló diszkriminációra a kereskedelmi piacon. Az eredmények azt mutatták, hogy a diszkrimináció valóban hatással volt a német amerikaiakra a NYSE-en, ahol az elutasításuk aránya megduplázódott. A diszkriminációnak azonban nem volt hatása az NYSE helyek árára.
2014-ben a Center for Economic and Policy Research kutatói tanulmányt készítettek a Fantasy Premier League-ről, amely egy online játék, ahol a játékosok 20 Premier League- csapatból választják ki 15 játékosukat. Mivel ez egy virtuális játék, a játékosok képesek diszkriminálni valós következmények nélkül. Nincsenek valódi ügyfelek, és a „munkások” (játékosok) nem lépnek kapcsolatba egymással. Ez lehetővé tette a kutatócsoport számára a statisztikai megkülönböztetés ellenőrzését, mivel a potenciális alkalmazottak termelékenységére vonatkozó minden információ nyilvánosan hozzáférhető. Az eredmények azt mutatták, hogy a kutatási alanyok pontokban mért teljesítményük alapján választották ki a játékosokat, és a játékosok faji hovatartozása nem játszott szerepet. A kutatást három éven keresztül végezték, és nem találtak bizonyítékot az ízlésen alapuló megkülönböztetésre.

## Fordítás
Ez a szócikk részben vagy egészben  a   Taste-based discrimination című angol Wikipédia-szócikk ezen változatának fordításán alapul.  Az eredeti cikk szerkesztőit annak laptörténete sorolja fel. Ez a jelzés csupán a megfogalmazás eredetét és a szerzői jogokat jelzi, nem szolgál a cikkben szereplő információk forrásmegjelöléseként.